# Teno (Cile)
Teno è un comune del Cile della provincia di Curicó nella Regione del Maule. Al censimento del 2002 possedeva una popolazione di 25.596 abitanti.

## Società

### Evoluzione demografica
| Censimento del 1992 | Censimento del 2002 |
| 24.090 ab.          | 25.596 ab.          |